# Joaquim Gomes
Joaquim Gomes è un comune del Brasile nello Stato dell'Alagoas, parte della mesoregione di Leste Alagoano e della microregione di Maceió.

## Storia
Il comune di Joaquim Gomes ha le sue origini storiche in un insediamento chiamato São Salvador.

Tale insediamento si sviluppò attorno ad una piccola fabbrica per la lavorazione di prodotti derivati della canna da zucchero. Questo “engenho” era di proprietà di José Correia de Araujo Barros.

Quando nel 1900, Araújo Barros morì, per problemi finanziari l'attività fu ceduta al genero: Joaquim Gomes da Silva Rego, che era maggiore della Guardia Nazionale.

Egli decise di portare avanti l'azienda di famiglia e grazie al suo spirito imprenditoriale il villaggio raggiunse presto notevole prosperità.

Prima della colonizzazione la regione era abitata degli indios Urupê. Ancora oggi i discendenti di questa tribù vivono nel territorio, in particolare nella riserva localizzata nel paese chiamata Cocal.

Con l'espansione della lavorazione della canna da zucchero, il piccolo villaggio visse una rapida fase di grande sviluppo e giunse al punto di poter richiedere l'emancipazione politica e diventare Municipio.
Nel 1962, con la legge n. 2468 del 25 agosto le autorità concessero l'autonomia amministrativa al paese, che prese definitivamente il nome del suo fondatore Joaquim Gomes.

Nel 1987 arrivarono a Joaquim Gomes le suore missionarie della congregazione di San Giuseppe di Pinerolo. Con il loro insediamento iniziarono varie attività volte a dare assistenza alle famiglie più bisognose e garantire a tutti la valorizzazione della persona umana in tutti i suoi aspetti.
Attraverso questa congregazione oggi funzionano tre centri in cui sono attivi tre asili, progetti per gli adolescenti, ascolto e accompagnamento a famiglie bisognose.